# Eridantes utibilis
Eridantes utibilis är en spindelart som beskrevs av Crosby och Bishop 1933. Eridantes utibilis ingår i släktet Eridantes och familjen täckvävarspindlar. Inga underarter finns listade i Catalogue of Life.